# Bombax rhodognaphalon
Bombax rhodognaphalon är en malvaväxtart som beskrevs av Karl Moritz Schumann och Adolf Engler. Bombax rhodognaphalon ingår i släktet Bombax och familjen malvaväxter. Inga underarter finns listade i Catalogue of Life.